# 天白松嵐
天白 松嵐（てんぱく しょうらん　1955年2月12日 - ）は、愛知県碧海郡六ツ美村（現岡崎市）出身の染織家・画家。染織図案にヒエログリフを用いた作品を制作。

## 略歴
- 1955年2月12日　愛知県碧海郡六ツ美村（現岡崎市）に、教育者・天白憲孝と千代子の二男として生まれる。祖父は僧侶。生後まもなく、急性肺炎を患う。
- 1973年　愛知県立刈谷高等学校を卒業。
- 1977年　立命館大学産業社会学部卒業。京都の呉服卸会社に就職。染織に興味を持ち独学で研究を始める。色彩・図案研究のため米国･東南アジア･フランス･ギリシャへ渡航。
- 1995年　初個展。着物と帯を出品。
- 2000年　着物ショーを機に新しい図案制作に意欲を注ぐようになる。
- 2002年　独立、守拙房（しゅせつぼう）松嵐を新設。ヒエログリフ研究を始める。
- 2004年　染織図案にヒエログリフを用いた作品を制作。
- 2008年　日本染織作家展にて中日新聞社賞受賞。このころより、絵画を学び始める。
- 2009年　地元の岡崎市立六ツ美中部小学校でヒエログリフ特別体験授業[2]。2013年までに4回実施。
- 2010年　日本染織作家展にて京都新聞社賞受賞[3]。「言霊絵画（ことのは絵）」を目指し始める。
- 2011･2012年　「世界一展」開催。ヒエログリフを使った新しい日本画を提唱。
- 2013年　「Ｆａｃｅ大阪世界一展」開催（エジプト大使館観光局後援)。ナレッジキャピタル世界一展講演会開催（エジプト大使館観光局後援）。

## 作品

### 絵画
- 「世界平和」「世界のありがとう」
- 「HANABI」「風になりたい」
- 「おかげさま」
- 「Must　be」
- 「大笑い」「合格祈願」「繋ぐ」
- 「赤とんぼ」「きらきら星」金屏風

### 着物
- 「いろは歌繋ぐ」
- 「神話、天岩戸」
- 「ご縁つなぎ」